# Giovanni Maria Bonardo
Giovanni Maria Bonardo (Fratta Polesine, 1523 circa – 1590 circa) è stato uno scrittore, agronomo e cosmologo italiano.

## Biografia
Fu membro dell'Accademia dei Pastori Fratteggiani di Fratta Polesine.
Morì nel 1590 e il suo corpo fu tumulato nella chiesa di San Francesco.

## Opere

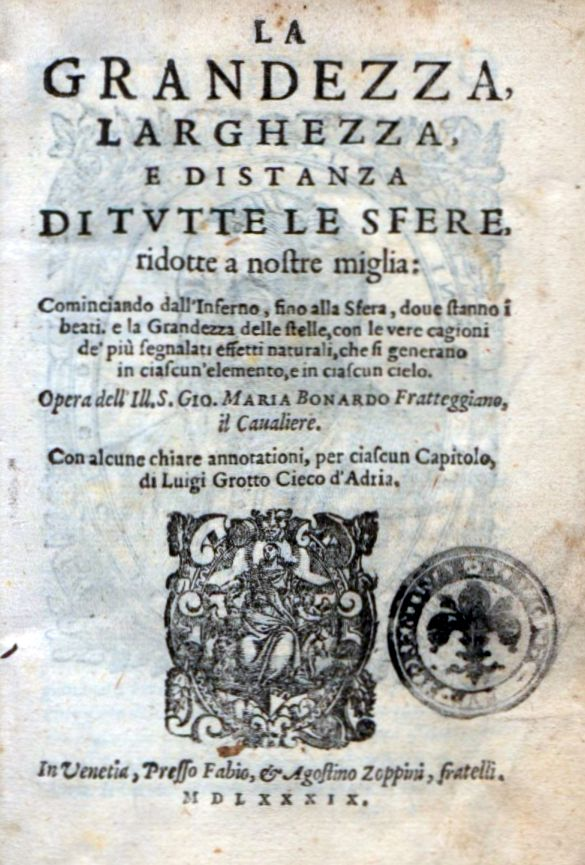
La grandezza, larghezza, e distanza di tutte le sfere, 1589

- Le ricchezze dell'agricoltura, Venezia, fratelli Fabio & Agostino Zoppini, 1584.
- La grandezza, larghezza, e distanza di tutte le sfere, Venezia, fratelli Fabio & Agostino Zoppini, 1589.
- Privilegi, et autoritadi della famiglia Bonarda, Venezia, Domenico Farri, 1589.
- La miniera del mondo, Venezia, Gio. Battista Cestari, 1669.

## Intitolazioni
A Fratta Polesine gli è intitolata la Biblioteca Comunale.